# 팅커벨 4: 날개의 비밀
《팅커벨 4: 날개의 비밀》(Secret of the Wings)은 2012년 공개된 미국의 애니메이션 영화로 팅커벨의 숨겨진 쌍둥이에 관한 이야기를 다루고 있다.